# Finnforest
I Finnforest erano un gruppo rock progressivo finlandese formato agli inizi degli anni '70 a Kuopio.

## Formazione
- Pekka Tegelman - batteria, basso elettrico, chitarre
- Jussi Tegelman - batteria
- Jukka Rissanen - tastiera
- Jukka Linkola - tastiera
- Pertti Pokki - tastiera
- Jarmo Hiekkala - basso elettrico
- Tuomo Helin - basso elettrico
- Jari Rissanen - chitarra
- Heikki Keskinen - sassofono

## Discografia
- 1975 - Finnforest (Love Records LRLP 136)
- 1976 - Lähtö matkalle (LRLP 193)
- 1979 - Demonnights (LRLP 306)